# Бонітетна оцінка землі
Боніте́тна оці́нка землі́ — порівняльна оцінка якості ґрунтів за їх родючістю, побудована на об'єктивних ознаках і властивостях самих ґрунтів, що корелюються з урожайністю сільськогосподарських культур.